# Stortjärnen (Ströms socken, Jämtland, 708694-146450)
Stortjärnen är en sjö i Strömsunds kommun i Jämtland och ingår i Indalsälvens huvudavrinningsområde. Sjön har en area på 0,148 kvadratkilometer och ligger 417,3 meter över havet.

## Delavrinningsområde
Stortjärnen ingår i det delavrinningsområde (708759-146532) som SMHI kallar för Utloppet av Stortjärnen. Medelhöjden är 448 meter över havet och ytan är 1,12 kvadratkilometer. Det finns inga avrinningsområden uppströms utan avrinningsområdet är högsta punkten. Vattendraget som avvattnar avrinningsområdet har biflödesordning 4, vilket innebär att vattnet flödar genom totalt 4 vattendrag innan det når havet efter 251 kilometer. Avrinningsområdet består mestadels av skog (58 procent) och sankmarker (11 procent). Avrinningsområdet har 0,14 kvadratkilometer vattenytor vilket ger det en sjöprocent på 12,2 procent.